# Habenaria malintana
Habenaria malintana är en orkidéart som först beskrevs av Francisco Manuel Blanco, och fick sitt nu gällande namn av Elmer Drew Merrill. Habenaria malintana ingår i släktet Habenaria och familjen orkidéer. Inga underarter finns listade i Catalogue of Life.